# Ким Дже Док
Ким Дже Док (кор. 김제덕; род. 12 апреля 2004, Кёнсан-Пукто) — южнокорейский стрелок из лука, трёхкратный олимпийский чемпион, чемпион мира.

## Биография
Родился 12 апреля 2004 года в Сеуле.
Начал заниматься стрельбой из лука в 2013 году, когда учился на третьем курсе начальной школы Ечхон.

## Олимпиада в Токио-2020
23 июля 2021 года на Олимпийских играх в Токио Ким Дже Док вместе с Ким У Джином и О Джин Хёк завоевал золотую медаль в командном первенстве среди мужчин. В финале корейцы одолели сборную Италии.
После это он вместе с Ан Сан в смешанной паре в финале победили команду из Нидерландов.

### Интересный факт
В полуфинале смешанного командного турнира на Олимпиаде внимание привлекла так называемая «стрела Робин Гуда», в которой стрела Ан Сан проникает сквозь стрелу, выпущенную Ким Дже Доком. Стрелы были подарены Международным олимпийским комитетом вместе с формой двух спортсменов и выставлены в Олимпийском музее МОК в Лозанне.

## Ссылка
- Kim Je-Deok Архивная копия от 6 августа 2021 на Wayback Machine
- KIM JE DEOK Архивная копия от 28 июля 2021 на Wayback Machine